# Линдберг, Ханс
Ханс Оттар Линдберг (дат. Hans Óttar Lindberg; род. 1 августа 1981 года, Хойе-Таструп) — датский гандболист исландского происхождения, выступает за немецкий клуб «Фюксе Берлин» и сборную Дании. Чемпион мира 2019 года, двукратный чемпион Европы (2008, 2012), вошёл в состав символической сборной по итогам чемпионата мира 2011 года.

## Карьера
Клубная
Ханс Линдберг начинал профессиональную карьеру в 1999 году, в датском клубе «Хельсинге». Линдберг перешёл в клуб «Виборг» в 2005 году. В 2007 году Ханс Линдберг переходит в «Гамбург», в составе которого выиграл чемпионат Германии в 2011 году, лигу чемпионов ЕГФ в 2013 году. После того, как «Гамбург» был лишён лицензии из-за долгов, Линдберг подписал контракт с клубом «Фюксе Берлин».
В сборной
За сборную Дании Линдберг сыграл 272 матча и забил 756 мячей. Занимает второе место в истории сборной по сыгранным матчам, уступая только Ларсу Кристиансену (338). По забитым мячам входит в пятёрку лидеров. По различным причинам пропустил Олимпийские игры 2016 года (где датчане выиграли золото) и 2020 года (где Дания заняла второе место).

## Титулы
Командные
- Чемпион Германии: 2011
- Обладатель кубка Германии: 2010
- Победитель Лиги чемпионов ЕГФ: 2013

Личные
- Лучший бомбардир Лиги чемпионов ЕГФ: 2013
- Лучший бомбардир бундеслиги: 2010, 2013, 2022

## Статистика
Статистика Ханса Линдберга к сезону 2019/20 указана на 09.1.2020
| Сезон          | Клуб         | Лига       | Матчи | Голы | 7 м  | Голы |
| -------------- | ------------ | ---------- | ----- | ---- | ---- | ---- |
| 2007/08        | Гамбург      | Бундеслига | 31    | 164  | 50   | 114  |
| 2008/09        | Гамбург      | Бундеслига | 32    | 183  | 102  | 81   |
| 2009/10        | Гамбург      | Бундеслига | 33    | 257  | 135  | 122  |
| 2010/11        | Гамбург      | Бундеслига | 34    | 212  | 99   | 113  |
| 2011/12        | Гамбург      | Бундеслига | 34    | 238  | 95   | 143  |
| 2012/13        | Гамбург      | Бундеслига | 34    | 235  | 99   | 136  |
| 2013/14        | Гамбург      | Бундеслига | 26    | 173  | 68   | 105  |
| 2014/15        | Гамбург      | Бундеслига | 26    | 178  | 64   | 114  |
| 2015/16        | Фюксе Берлин | Бундеслига | 6     | 8    | 0    | 8    |
| 2016/17        | Фюксе Берлин | Бундеслига | 29    | 140  | 65   | 75   |
| 2017/18        | Фюксе Берлин | Бундеслига | 33    | 169  | 97   | 72   |
| 2018/19        | Фюксе Берлин | Бундеслига | 29    | 160  | 83   | 77   |
| 2019/20        | Фюксе Берлин | Бундеслига | 20    | 149  | 71   | 78   |
| 2007 — по н.в. | Итого        | Бундеслига | 367   | 2268 | 1031 | 1237 |